# Джо Голдблат
Д-р Джо Голдблат (на английски: Dr. Joe Goldblatt) е британски преподавател в Queen Margaret University в Шотландия и предприемач, отговарящ за професионалното развитие и стратегическите партньорства към училището по Туризъм & Хотелиерство към Университета „Темпъл“ във Филаделфия, САЩ. Той създава програмата по събитиен мениджмънт към университета „Джордж Вашингтон“ във Вашингтон, САЩ и е бил директор на собствената си фирма за специални събития.
През 1990 г. продава компанията си за събитиен мениджмънт. Голдблат е създател и първи президент на Международното дружество за специални събития (ISES). Сред събитията, които е организирал, са встъпването в длъжност на Американския президент, откриването на комплекса „Тадж Махал“ на Доналд Тръмп и много още други световни събития.
Той е автор, съавтор и редактор на 15 книги и стотици статии. Сред неговите книги са: „Специални събития“, „Изкуството и науката на празненствата“, „Най-добрите практики в модерния събитиен мениджмънт“, „Основен пътеводител в спортния събитиен мениджмънт и маркетинг“, „Долари и събития: Как да успеем в бизнеса със специални събития“ и „Международен речник за събитиен мениджмънт“.
На 26 и 27 юни 2007 г. д-р Джо Голдблат посещава България за  представянето на българското издание на книгата му „Специални събития: Глобален мениджмънт на събития през 21 век“.
На 23 и 24 юни 2008 г. д-р Джо Голдблат отново посещава България и води Майсторски клас по управление на специални събития за напреднали на тема: „Новите тенденции и най-добрите практики за печеливши събития“.